# 賭博師は祈らない
『賭博師は祈らない』（とばくしはいのらない）は、周藤蓮による日本のライトノベル。イラストはニリツが担当。電撃文庫（KADOKAWA）より2017年3月から2019年1月まで全3巻が刊行された。第23回電撃小説大賞金賞受賞作。「このライトノベルがすごい!」の2018年度版では、新作部門において7位（総合21位）。
メディアミックスとして、2017年からRPGアツマールにて無料ゲーム版が配信され、2018年2月からComicWalkerにてコミカライズ（作画：えかきびと）が連載された。

## あらすじ
賭け事が盛んである18世紀末のイギリス・ロンドン。亡き養父の3つの教えを守り、少額の勝ちで堅実な賭博師生活を送る青年ラザルス・カインドは、誤って大勝してしまいその勝ち分で仕方なく奴隷を購入する。翌朝、奴隷商より連れて来られたのは、異国から連れてこられた褐色の美少女リーラであった。リーラは、奴隷として主人の欲望を叶えるためにどんな扱いを受けようとも決して逆らうことなく調教されて感情を失っており、さらに本来の買い手の希望で喉を焼かれて声も失っていた。
さして奴隷に興味はなく、かといって放り出すわけにもいかずラザルスは、彼女をメイドとして雇うこととし、文字を教えるなど教育を始める。最初は、奴隷として扱われないことに戸惑うリーラであったが、少しずつ打ち解け、ラザルスに心を開いていく。

## 登場人物

### 主要人物
ラザルス・カインド
主人公の青年。小銭だけ稼いで帰るため、「ペニーカインド」とあだ名されている。親に捨てられた孤児であり、亡き養父の教え「負けない」「勝たない」を信条とし、様々な賭場で少額の勝ちを続けて生計を立てている。
ラザルスを拾った養父は、年老いていたため、何も残せず死ぬのが怖くなり、自分がいたという足跡を残すため、ラザルスに自らの賭博師としての技術を教え込んだ。養父によってラザルスという名前を与えられている。
面倒くさがりで「どうでもいい」が口癖。料理は全くできない。物にあまり執着しないため、持っている物をわりとすぐにあげてしまう。
賭場に睨まれないようにと、買うつもりのない奴隷としてリーラを購入している。
「勝たない」の教えによって賭場やその背後にいる犯罪組織に目をつけられないように心がけているが、通常のテクニックから知識、イカサマの技術に至るまで賭博師としての腕は一流でその気になれば大勝できる力を持つ。
リーラ
ヒロイン。ラザルスに買われた異国の奴隷。浅黒い肌の少女。年齢は10代前半。喋ることはできないが、英語を理解することはできる。本名は違うため、リーラと初めて呼ばれた際は眉を歪めている。ラザルスのメイドとして雇われている。
奴隷として痛めつけられて、喉も焼かれて喋れないようにされており、常に怯えている。
ある富豪のために用意された奴隷だったが、商談が破綻したため、扱いに困っていたところ、賭博で勝ちすぎたラザルスが賭場への利益の還元として購入することとなった。
異国から無理やり連れてこられたため、文化も理解しておらず、帝都の日常風景を目にして驚愕している。
ラザルスに買われてから、指示がなければソファの近くで佇むように立っている。読み書きもできないため、ラザルスの提案で、首から下げる黒板で意思表示をする練習をするようになる。黒板はラザルスのお手製。
やがて少しずつラザルスのことを知って心を開いていき、感情も取り戻していく。

### 主要人物の関係者
ジョン・ブロートン
ラザルスの数少ない友人。ストリートファイトで生計を立てる拳闘士（ボクサー）。
かつて船乗りだったという偉丈夫であり、肌は赤褐色、髪色は傷んだ金髪。
ラザルスとは対照的な快活な青年。拳闘士として単純に強いだけではなく、興行として見せ場を作るなど頭も回る。
作中の時代は近代ボクシングの黎明期にあたり、スポーツ未満で、ブロートンは公の団体を立てるために活動している。自宅を道場に改築して住むところが無くなっている。
キース
ラザルスの賭博仲間。顔立ちの整った茶髪の男。
賭博師であるが弱く、なかなか上手くならないことを気にしている。
綺麗な女性を見かけると、すぐに声をかけて軟派をしており、そのせいで運命の相手が同時に顔を合わせて修羅場と化すこともある。
名字は頻繁に変わっている。
実質的にヒモとして生計を立てている。
フランセス・ブラドック
ラザルスの元恋人で一流の賭博師。誰もが目を惹かれるような艶やかな美女だが、賭博の腕はラザルスに匹敵する。美女なら負ければ身体で払うことも珍しくない中、あまりにも強いため「ヴァージン」の異名を取る。
ラザルスとは因縁があり、負け無しのディーラーとして彼の前に立ちふさがる。
オブライエン
教会の牧師。ラザルスの古い知人。60を超える白ひげの老人。孤児院も経営しており「先生」と呼ばれる。ラザルスが信頼する人物で、リーラに言葉を教えるため力を借りる。また、職業上危険なラザルスが、自分が危機に陥った場合にリーラを匿ってもらえるよう依頼する。
エディス・トワイニング
長い赤毛の少女。瞳の色ははしばみ色。年齢は15か16歳。ノーマンズ村の地主の娘。当主代理。
住んでいる村の森の奥で、拳銃自殺をしようとしていたところをラザルスと遭遇。なし崩し的に自殺を止めた。
両親が旅行中に馬車の転覆事故で亡くなっており、当主としての責務に追われる。
女や子供だからと言われることを嫌っている。
フィリー
若い女性。トワイニング家に仕えるメイド。一人称はフィリー。
運動が得意な男性は好感を持つ。

### 帝都の人物
ブルース・クォーター
賭場「ブラック・チョコレート・ハウス」のオーナー。商売は手広くやっている。裏社会のボスらしい出で立ちに冷酷な人物。偽札騒動で立場が危うくなっている。
ウィンストン
裏社会の人間。バースの儀典長職争いに関連して街にやってきたラザルスの前に現れる。ウェブスターの差し金だった。
実はジョナサンの部下。
バースの街での対立にて、中立の視点から物事を見る調停役として滞在していた。
ジョナサン・ワイルド・ジュニア
帝都の裏社会をまとめつつある大物犯罪者。実は代替わりをして当代は女性。20前の若く華奢な体型をしているが、強面の男たちを従える女傑。確固たる支配のため、帝都の司法権を左右する治安判事職を狙っており、またラザルスを手駒に加えようしている。
作中では史実におけるジョナサン・ワイルドの後を継いで帝都の裏社会をまとめようとしたジョナサン・ワイルド・ジュニアなる男がおり、彼女は更に彼から名ごと代を継いだとしている。先代ジョナサンは、ラザルスと強い因縁がある。
ルロイ・フィールディング
治安判事で私設組織「ボウ・ストリート・ランナーズ」の代表。ボウ・ストリート・ランナーズの設立者ヘンリー・フィールディングの養子を名乗る30過ぎの男。ジョナサンの治安判事就任を阻止するため、彼（彼女）が接触したというラザルスに協力を求める。また、その見返りとしてリーラを故郷に返すための船舶チケットを用意する。
「ボウ・ストリート・ランナーズ（en:Bow Street Runners）」は近代警察制度の前身にあたる実在の組織で、ヘンリー・フィールディングも実在の人物である。

### バース
イギリス西部にある温泉で有名な保養地（バース (イングランド)）。賭博も盛んで、バースの王とも称される絶大な権限を持った「儀典長」職が街を取り仕切る。
キャプテン・ウェブスター
バースの儀典長。老獪な賭博師で、儀典長を長く務める人物。年齢は70を超えている。
副儀典長ナッシュの挑戦を受け、政争を繰り広げている。
過去にラザルスの養父と関わりがあり、彼のことを知っている。
車椅子に座っている。
ナッシュのことを取り立てていたが、自分に楯突くようになったため疎ましく思っている。
付き人であるファニーに苛立ちをぶつけて暴力を振るっている。
リチャード・ナッシュ
バースの副儀典長。ウェブスターに弓を引いた若き野心家。通称ボウ（伊達男）・ナッシュ。
争いの最中に街にやってきたラザルスを利用しようとする。
ファニー・マレイ
美しいが不健康そうな女性。生傷が絶えないく、年齢は30歳中頃。
伝言を伝えるため、賭場にいたラザルスに接触している。
実はウェブスターの付き人。
ジュリアナ
癖のある明るい髪の少女。焦げ茶色の瞳。年齢は10歳ほど。能天気な性格。ウェブスターの娘であり、父親であるウェブスターを愛している。
屋敷から出たことがなく、ウェブスターのことも名前は知らないが「お父様」と呼んでいる。
正体不明の犯人に全身を殴打され、血まみれになっていたところをラザルスに助けられた。

### その他
クーリィ・バロー
女性。ラザルスの知り合い。32歳。未亡人。夫が営んでいたコーヒーハウス「ウィル」を引き継いで経営している。
店内で行われる賭博のイカサマが見抜けず、困っていたため、賭博師の知り合いであるラザルスに助けを求めている。

## 制作背景
作者は主人公が賭博師でヒロインが奴隷、脇役も特殊で現代日本と馴染みの薄い職業の者もおり、物珍しさが感じられる作品としている。また、登場人物たちは主役に限らず、それぞれが確立した価値観と指針を持ち、それぞれの対立や迷いの中で、現実や互いに折り合いをつけていく姿を書きたかったという。

## 既刊一覧

### 小説
- 周藤蓮（著）・ニリツ（イラスト） 『賭博師は祈らない』 KADOKAWA〈電撃文庫〉、全5巻
  1. 2017年3月10日発売[63]、ISBN 978-4-04-892665-2
  2. 2017年8月10日発売[64]、ISBN 978-4-04-893275-2
  3. 2018年1月10日発売[65]、ISBN 978-4-04-893587-6
  4. 2018年6月9日発売[66]、ISBN 978-4-04-893870-9
  5. 2019年1月10日発売[67]、ISBN 978-4-04-912206-0

### 漫画
- 周藤蓮（原作）・ニリツ（キャラクター原案）・えかきびと（漫画） 『賭博師は祈らない』 KADOKAWA〈MFコミックス〉、全3巻
  1. 2018年7月23日発売[68]、ISBN 978-4-04-069992-9
  2. 2019年1月23日発売[69]、ISBN 978-4-04-065325-9
  3. 2019年6月22日発売[70]、ISBN 978-4-04-065759-2

## 無料ゲーム
ゲーム投稿コミュニティサイト「RPG アツマール」において、ドワンゴによって、無料ゲームが配信された。ジャンルはアドベンチャーゲーム。
- タイトル：賭博師は祈らない-旅にはうってつけの荷物-
- 配信開始日：2017年8月24日
- 制作：Qpic（タクシー、ステビア、あばた～、ときう、びりりん、平井アス）